# 幻冬社新書
もしかして
- 幻冬舎新書

ではありませんか？